# Holé žebro

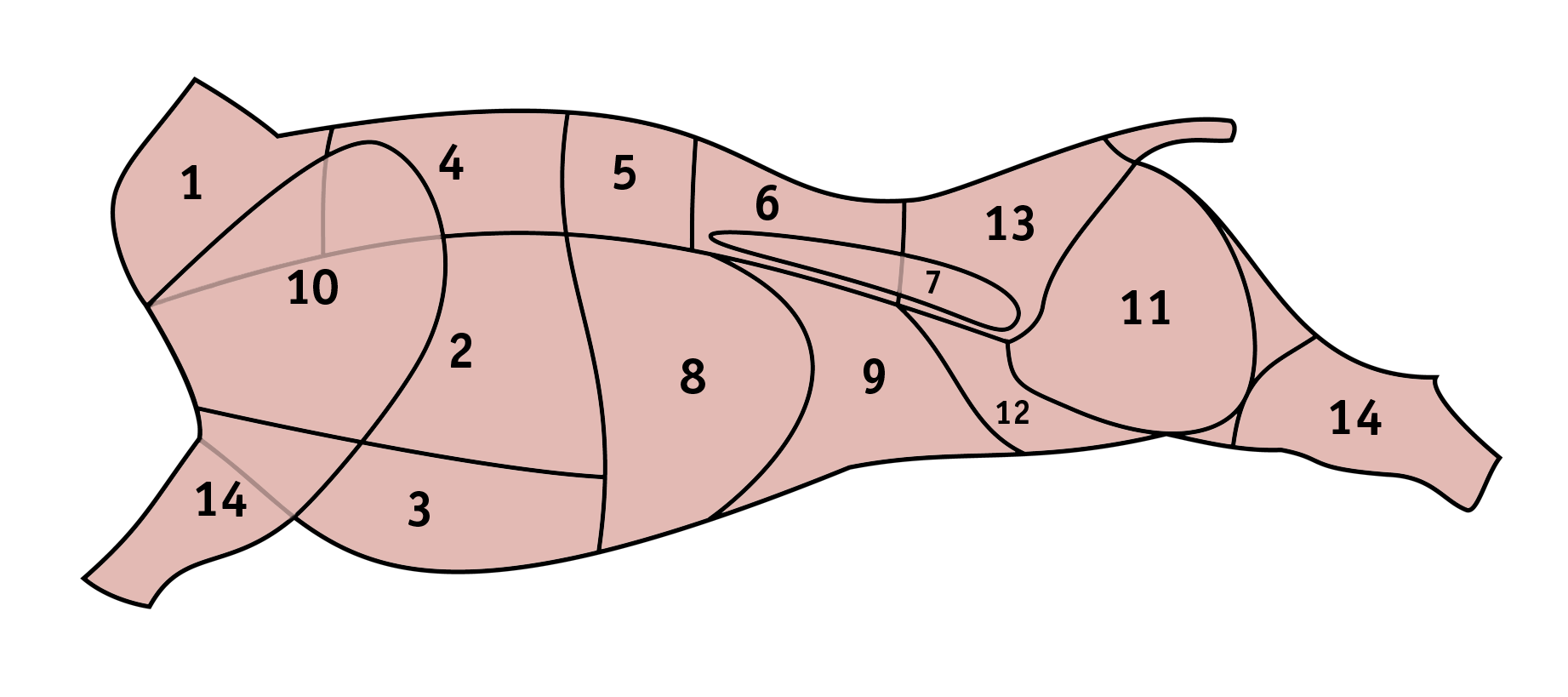
Schematické znázornění dílů hovězího masa - holé žebro pod číslem 2

Holé žebro je část jatečně opracovaného trupu skotu, jedná se o přední část žeber. Podklad tvoří střední části prvního až pátého žebra, svalovinu pak především pilovitý sval (m. serratus ventralis thoracis), prsní sval (m. pectoralis ascendens) a v neposlední řadě také mezižeberní svaly.
Jedná se o maso vhodné pro dušení a vaření.